# Gremialismo
Gremialismo, ou guildismo, é uma ideologia social, política e econômica, inspirada na doutrina social católica afirma que toda ordem social correta deve basear-se em sociedades intermediárias entre as pessoas e o Estado, que são criadas e geridas em liberdade, e que o pedido deve servir apenas aos propósitos para os quais foram criados.

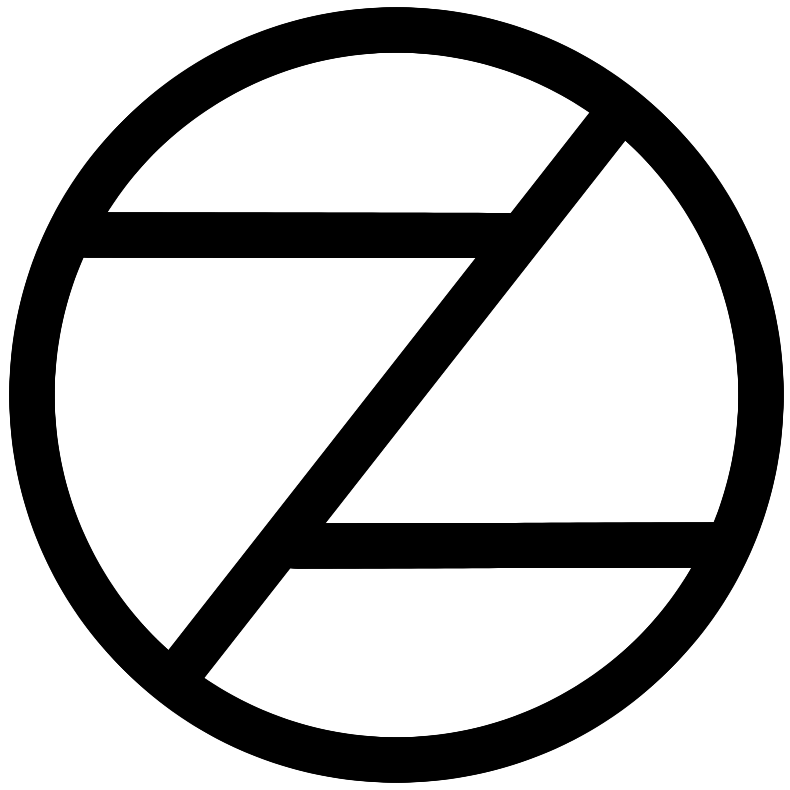
Símbolo atribuído ao gremialismo.

O principal pensador do gremialismo foi Jaime Guzmán, advogado e professor que mais tarde serviu como conselheiro do ditador chileno Augusto Pinochet.